# Tropidion flavipenne
Tropidion flavipenne är en skalbaggsart som först beskrevs av Martins 1964.  Tropidion flavipenne ingår i släktet Tropidion och familjen långhorningar. Inga underarter finns listade i Catalogue of Life.